# Fædrenes Synd (film fra 1929)
Fædrenes Synd (Originaltitel Their Own Desire er en amerikansk romantisk dramafilm fra 1929, instrueret af E. Mason Hopper. Filmen havde Norma Shearer, Belle Bennett, Lewis Stone, Robert Montgomery og Helene Millard i hovedrollerne.
Manuskriptet blev skrevet af James Forbes og Frances Marion baseret på romanen Their Own Desire skrevet af Sarita Fuller. Shearer blev nomineret til Oscar for bedste kvindelige hovedrolle, men tabte til sig selv for Utro.

## Medvirkende
- Norma Shearer som Lucia 'Lally' Marlett
- Belle Bennett som Harriet Marlett
- Lewis Stone som Henry Marlett
- Robert Montgomery som John Douglas Cheever
- Helene Millard som Beth Cheever
- Cecil Cunningham som Aunt Caroline Elrick
- Henry Hebert som Uncle Nate Elrick
- Mary Doran som Suzanne Elrick
- June Nash som Mildred Elrick

## Eksterne Henvisninger
- Fædrenes Synd på Internet Movie Database (engelsk)
- Fædrenes Synd i Svensk Filmdatabas (svensk)
- Fædrenes Synd på AlloCiné (fransk)
- Fædrenes Synd på MovieMeter (nederlandsk)
- Fædrenes Synd på AllMovie (engelsk)
- Fædrenes Synd hos American Film Institute (engelsk)
- Fædrenes Synd på Turner Classic Movies (engelsk)
- Fædrenes Synd på The Movie Database (engelsk)
- Fædrenes Synd på Rotten Tomatoes (engelsk)
- Fædrenes Synd på Filmaffinity (engelsk)